# Petsamo (Tampere)

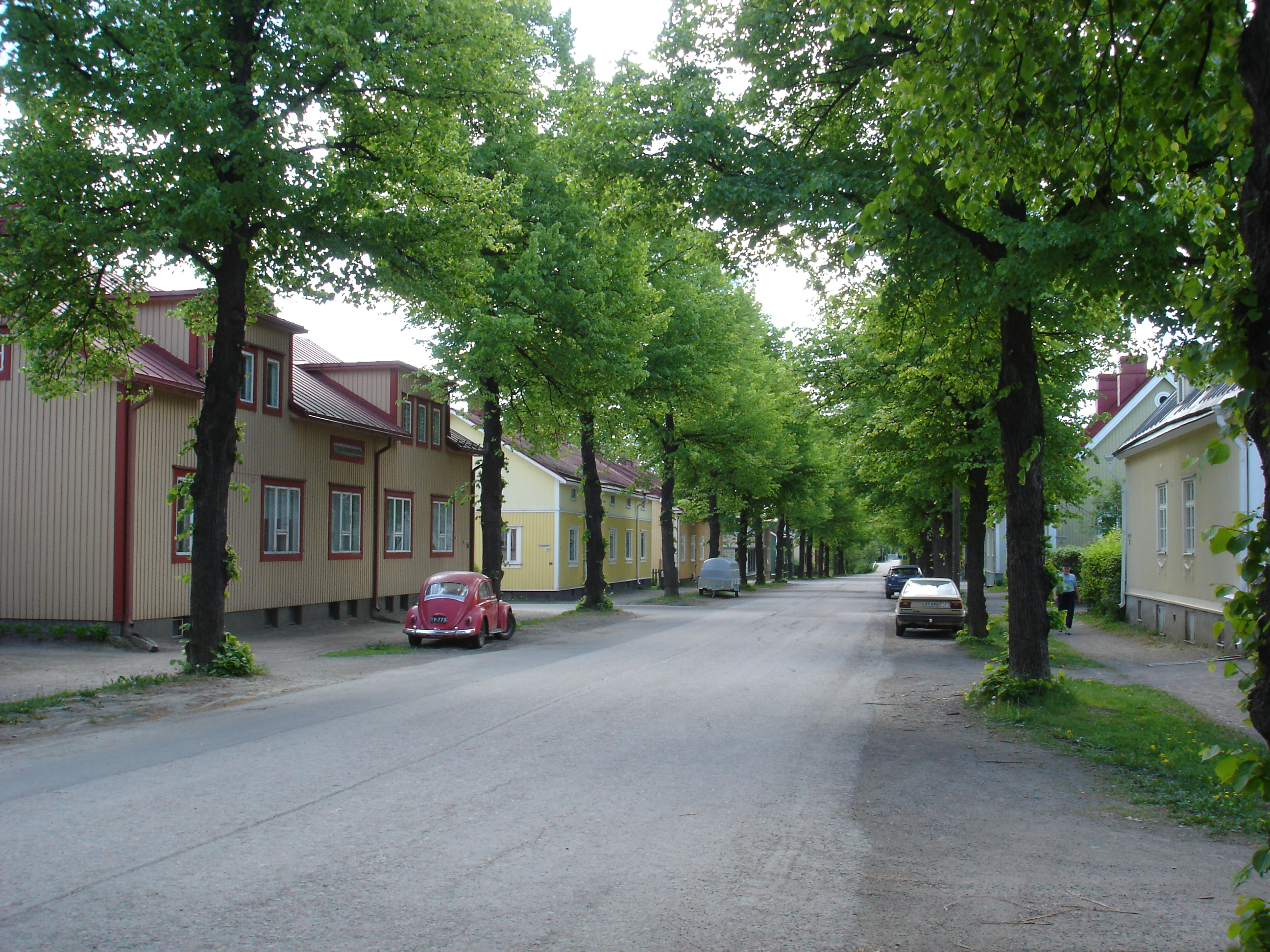
Kaupinkatu, Petsamo, Tampere

Petsamo ist ein nördlicher und im historischen Bebauungsplan als der XXI. markierte Stadtteil der finnischen Stadt Tampere.  Er wurde nach Petschenga (finn. Petsamo), einem vormals finnischen, heute zu Russland gehörenden Gebiet benannt. Seine Nachbarstadtteile sind im Osten Kauppi, im Süden Kaleva, im Westen Tammela und im Nordwesten Lappi. Die Einwohnerzahl beläuft sich auf rund 3600. (Stand 2011)

## Geschichte
Nach dem Ersten Weltkrieg und dem finnischen Bürgerkrieg herrschte akuter Wohnungsmangel in Tampere. Zudem herrschte Anfang der 1920er Jahre in der wachsenden Industriestadt Tampere ein Bedarf an Arbeitskräften, die neuen Fabrikarbeiter brauchten ihrerseits Wohnungen. Ein erster Bebauungsplan für einen neuen Arbeiterstadtteil nordöstlich von Tammela wurde im Jahre 1921 genehmigt. Die meisten kommenden Einwohner arbeiteten in den vielen Fabriken im Nachbarstadtteil Tammela. Ausgangspunkt war, ein Wohngebiet mit Ein- und Zweifamilienhäusern und Gärten zu bauen. Nach dem Bebauungsplan durften nur ein- oder zweistöckige Holzhäuser gebaut werden. Es gab eine sehr hohe Nachfrage nach Grundstücken im neuen Wohngebiet. Dies führte zur Erweiterung des Bebauungsplanes in den Jahren 1923 und 1927, während dieser Zeit wurde lebhaft gebaut. Anfang der 1930er Jahre kam es aber wegen der Weltwirtschaftskrise vorübergehend zu einem Baustopp. Bis 1930 war Petsamo trotzdem schon zum drittgrößten Stadtteil Tamperes herangewachsen. Nachdem der Wohnungsbau sich wieder Mitte der 1930er Jahre erholte, wurde weiter angebaut. Die Grundstücke in Petsamo waren ziemlich klein, etwa 600–800 m². Üblicherweise wohnten zwei Familien in einem Doppelhaus auf einem Grundstück. Die großen Grundstücke waren für städtische und fabrikeigene Mietshäuser vorgesehen. Zum Beispiel baute die Stadt in den 1920er Jahren 29 Häuser mit 188 Wohnungen in Petsamo, die Leinenfabrik Tampella baute insgesamt 21 Häuser mit 168 Wohnungen für ihre Arbeiter im Ortsteil Pellavanpetsamo.
Die Einwohnerzahl Petsamos stieg zwischen 1937 und 1940 von 3000 auf 5000. Die Anzahl der Mieter war dabei sehr groß. Sie lebten wahrscheinlich in den schwierigsten Verhältnissen in den im Obergeschoss gelegenen Mietzimmern. Fast die Hälfte der Mieter waren 17–30-Jährige. Im Jahr 1930 waren laut Statistik 84 % der Einwohner Petsamos Arbeiter. Die größte Arbeitergruppe waren die Industriearbeiter. 57 % der Arbeiter waren Fabrikarbeiter, Handwerker und andere Fachleute. Die andere große Gruppe waren Bauarbeiter und Hilfsarbeiter: Zu ihnen gehörten 12 % der Einwohner im Jahr 1930.
Der Stadtteil Petsamo kann in mehrere kleinere Gebiete eingeteilt werden: Etu-Petsamo (Vor-Petsamo, ab den 1920er Jahren), Pellavanpetsamo (Leinen-Petsamo, ab den 1920er Jahren, so genannt nach der Leinenfabrik), und Perä-Petsamo (Hinter-Petsamo, ab den 1930er Jahren). Öffentliche Gebäude wurden in Petsamo zunächst nicht gebaut. Der erste Bebauungsplan sah zwar den Bau einer Kirche in Petsamo vor, aber sie wurde letztendlich nie gebaut. Die Kinder gingen (und gehen noch heute) in den Nachbarstadtteilen Tammela oder Kissanmaa zur Schule. Es gab aber Lebensmittelgeschäfte und kleine Betriebe wie Schustereien und Friseurgeschäfte. Zudem gab es von den 1930er bis in die 1980er Jahre zwei öffentliche, für Finnland so wichtige Saunas in Petsamo. Die Saunas hatten auch eine wichtige Funktion als gemeinsame Treffpunkte für die Einwohner in Petsamo. Der Bau von Fabriken in Petsamo wurde in der Bauordnung ausdrücklich verboten wegen des Lärms und des Brandrisikos. Auf diese Weise wurden das Wohnen und damit auch die Freizeit von der Arbeit getrennt gehalten.  Ein gemütlicher Vorort mit Gärten wurde schon in den 1920er Jahren als eine gute Form des urbanen Wohnens gesehen. Die Gärten genügten gut für den Hausbedarf: die Einwohner pflegten ihre Gemüsegärten, Beerensträucher und Apfelbäume, und sie hielten bis in die 1950er Jahre Hühner und Schweine. Weil Petsamo ganz in der Nähe der Stadtmitte lag, wurde von Anfang an Frischwasser per Wasserleitung in Petsamo zugeleitet. Auch andere Bequemlichkeiten, wie das WC, waren üblicher in Petsamo als in anderen Arbeiterstadtteilen in Tampere.

## Petsamo heute
Petsamo wird nicht mehr als ein Wohnviertel für Fabrikarbeiter, sondern als ein beliebtes Wohngebiet betrachtet, und mit etwa 3600 Einwohnern ist er heute eine zugkräftige Einfamilienhausgegend. Der Stadtteil spielt auch eine große kulturgeschichtliche Rolle, weil er eine der besterhaltenen Einfamilienhausgegenden in Tampere ist. Der Baubestand des Gebiets ist einheitlich und das Stadtbild eigentümlich.

### Verkehr
Aufgrund des geringeren Durchgangsverkehrs ist der Stadtteil ruhig. Petsamo liegt in der Nähe vom Dienstleistungsangebot des Nachbarstadtteils Tammela und des Zentrums, und die Einwohner fahren tatsächlich ziemlich viel Rad und gehen zu Fuß. Die Buslinie 3 fährt zwischen Petsamo und Lahdesjärvi durch die Stadtmitte.

### Freizeit und Dienstleistungen
Es gibt einen Verein für die Einwohner des Stadtteils, Petsamon omakotiyhdistys ry. Er wurde im Jahre 1945 gegründet und zählt heute etwa 200 Mitglieder. Neben der Interessenvertretung organisiert der Verein auch verschiedene Veranstaltungen und Gemeinnütziges, außerdem veröffentlicht er unregelmäßig eine Zeitschrift Petsun viesti. Im Stadtteil gibt es auch einen gemischten Chor (Petsamon sekakuoro) mit etwa 20 Mitgliedern. Der Verein Saukkolan setlementti ry organisiert Freizeitbeschäftigungen für die Einwohner des Stadtteils und die Nachbarschaft. Der Freizeitpark Kaupin urheilupuisto im nördlichen Nachbarstadtteil Kauppi zieht viele Freizeitsportler auch in die Straßen von Petsamo.